# Hoffmannseggia stipulata
Hoffmannseggia stipulata är en ärtväxtart som beskrevs av Noel Yvri Sandwith. Hoffmannseggia stipulata ingår i släktet Hoffmannseggia och familjen ärtväxter. Inga underarter finns listade i Catalogue of Life.